# Venera 4
Venera 4 (Russisch: Венера-4) was een onbemande Russische ruimtevlucht uit 1967. Doel van deze missie was om een zachte landing op Venus uit te voeren om de samenstelling van en omstandigheden in de Venusiaanse atmosfeer te bestuderen. Het was de eerste keer dat een sonde ter plekke in de atmosfeer metingen verrichtte. Voorgaande missies deden waarnemingen vanaf grote afstand.

## Ontwerpproblemen

### Omstandigheden ter plaatse onduidelijk
Ten tijde van deze vlucht heerste veel onduidelijkheid over de exacte omstandigheden die men op Venus zou aantreffen. Een paper van het MIT veronderstelde zelfs dat Venus een ijstijd beleefde. De meeste deskundigen geloofden het tegendeel, maar de exacte temperatuur en luchtdruk bleven onderwerp van discussie. Dit had meerdere oorzaken. De gebruikte spectrografische methoden, die de toppen van het wolkendek onderzochten, bleken verre van nauwkeurig. Daarnaast tastten wetenschappers in het duister over de dikte van de atmosfeer en de straal van de planeet. Infrarood spectroscopie toonde de aanwezigheid van koolstofdioxide aan. Voor deze missie ging men ervan uit, dat de dampkring van Venus bestond uit 85% stikstof en 15% koolstofdioxide. De schattingen omtrent luchtdruk liepen uiteen van 3 tot 1000 atm; in de praktijk gingen de meeste astrofysici uit van 10 tot 30 atm.

### Eerste gegevens doorMariner 2
Enige jaren daarvoor was de Amerikaanse Mariner 2 Venus op 34.830 km gepasseerd. Uit de gegevens die deze sonde verzamelde bleek dat onze naaste buur in niets op onze thuisplaneet leek. Stralingsgordels van enige betekenis of een magnetisch veld vond men niet. Tijdens deze passage tastten twee warmtezoekende stralingsmeters de planeet af. Hieruit concludeerde men dat Venus droog en gloeiend heet was, met overal een temperatuur van 425 °C en een geschatte luchtdruk op zeeniveau van 20 bar. Deze foutieve aanname zorgde ervoor, dat de eerste landers van veel te lichte constructie waren en de gebruikte parachutes van te grote afmetingen.

### Testkamer en centrifuge
Vanaf januari 1967 beschikte het ontwerpteam over een thermische, vacuüm testkamer. Dit stond systeemproeven toe in luchtledige omstandigheden en grote warmte. Bovendien kon het team een beroep doen op een centrifuge van voldoende grootte om de landingscapsule te huisvesten. Die kon krachten tot 500 g opwekken. Dat was beslist geen overbodige luxe. Deze eerste Venera's moesten onder een steile hoek van 30° tot verticaal de dichte atmosfeer induiken. De snelheid van bijna 11 km/s (39.600 km/u) liep tijdens deze fase terug tot bijna nul; hierbij traden versnellingen van 350 tot 450 g op. Een eerste test met de lander werkte vrij ontnuchterend: het boordinstrumentarium werd bijna volledig verwoest. Een duidelijke vingerwijzing dat tijdens eerdere (mislukte) missies ingezette landers dringend verbeteringen behoefden.

## Opbouw

### Moederschip
Het moederschip had een hoogte van 3,50 m en een massa (inclusief lander) van 1106 kg. De schotelantenne had een diameter van 2,30 m en zonnepanelen zorgden voor elektriciteit. Inclusief panelen bedroeg de spanwijdte 4,00 m, de oppervlakte van de panelen omsloeg 2,50 m². Dit moederschip beschikte over een magnetometer, kosmische stralingsmeter, ultraviolet fotometer en een instrument om geladen deeltjes op te vangen. Naast een hoofdmotor voor koerscorrecties hielden standregelraketjes de sonde in de juiste positie.

### Landingscapsule

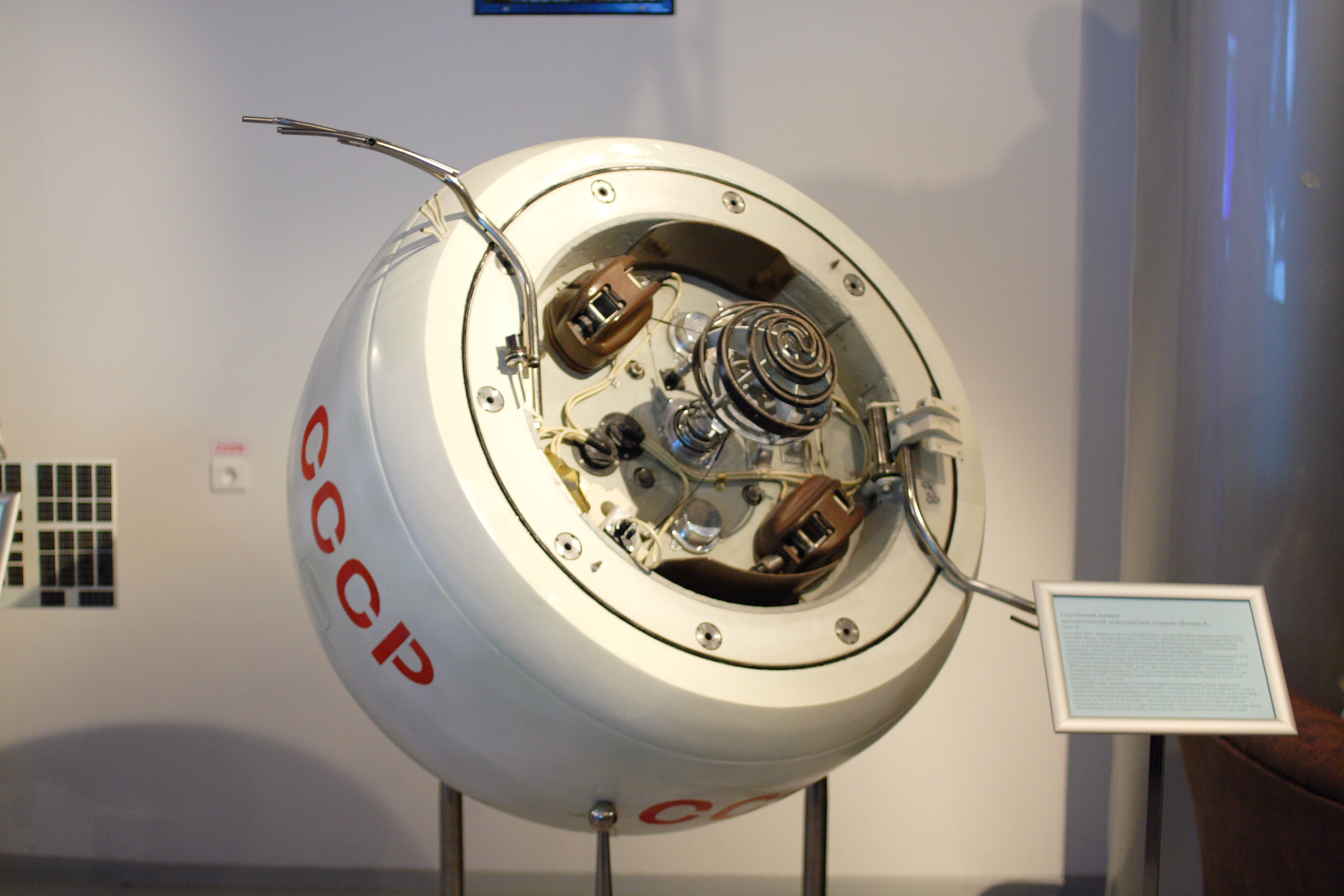
Landingscapsule van Venera 4

Proeven met in de atmosfeer terugvallende springkoppen wezen uit, dat de wrijvingswarmte spitse ontwerpen vernietigde. Een stompe voorkant zorgt voor een schokgolf, die de atmosferische gassen verhit tot plasma en de hitte grotendeels wegleidt. Uiteraard blijft een hitteschild noodzakelijk. Een ingebouwde schokdemper voorkwam dat de apparatuur werd vernield door de hoge g-krachten (ingeschat op 300 g) die optraden tijdens binnendringen in de Venusiaanse atmosfeer. De twee radiohoogtemeters bevonden zich aan weerszijden van het parachuteruim, en klapten naar buiten zodra deze zich ontplooide.
De lander had een diameter van 1,00 m, een massa van 383 kg en was bestand tegen 25 atm bij 300 °C. Hij was ontworpen om zowel op vaste als vloeibare ondergrond neer te komen en kon tot 350 g weerstaan. De uitrusting bestond uit:
- Twee gasanalysators (G-8 en G-10), samengesteld uit elf onderdelen, om de samenstelling van de atmosfeer te bepalen. Naar verwachting vormden vier gassen de hoofdbestanddelen van de atmosfeer: koolstofdioxide, stikstof, zuurstof en waterdamp.
- Barometer om de luchtdruk te meten.
- Twee thermometers die de temperatuur vastlegden. De ene mat tussen 210-730 K, de andere tussen 270-600 K. Reden hiervoor was een grotere nauwkeurigheid in het verwachte temperatuurgebied.
- Densitometer, om de atmosferische dichtheid na te gaan.
- Radiohoogtemeter.
- Twee radiozenders, om zeker te zijn dat de afdaling niet mislukte door een defecte zender.

Vanwege de zwakke radiozenders en antenne zond Venera 4 uit op een golflengte van 922 MHz met een bitrate van 1 bit/s. Voor die tijd was dat een redelijke snelheid. Door de gekozen antennevorm concentreerde het signaal zich in een peervormig gebied aan de hemel. De batterij ging naar schatting 100 minuten mee. De parachute kon temperaturen tot 450 °C aan.

## Missieverloop

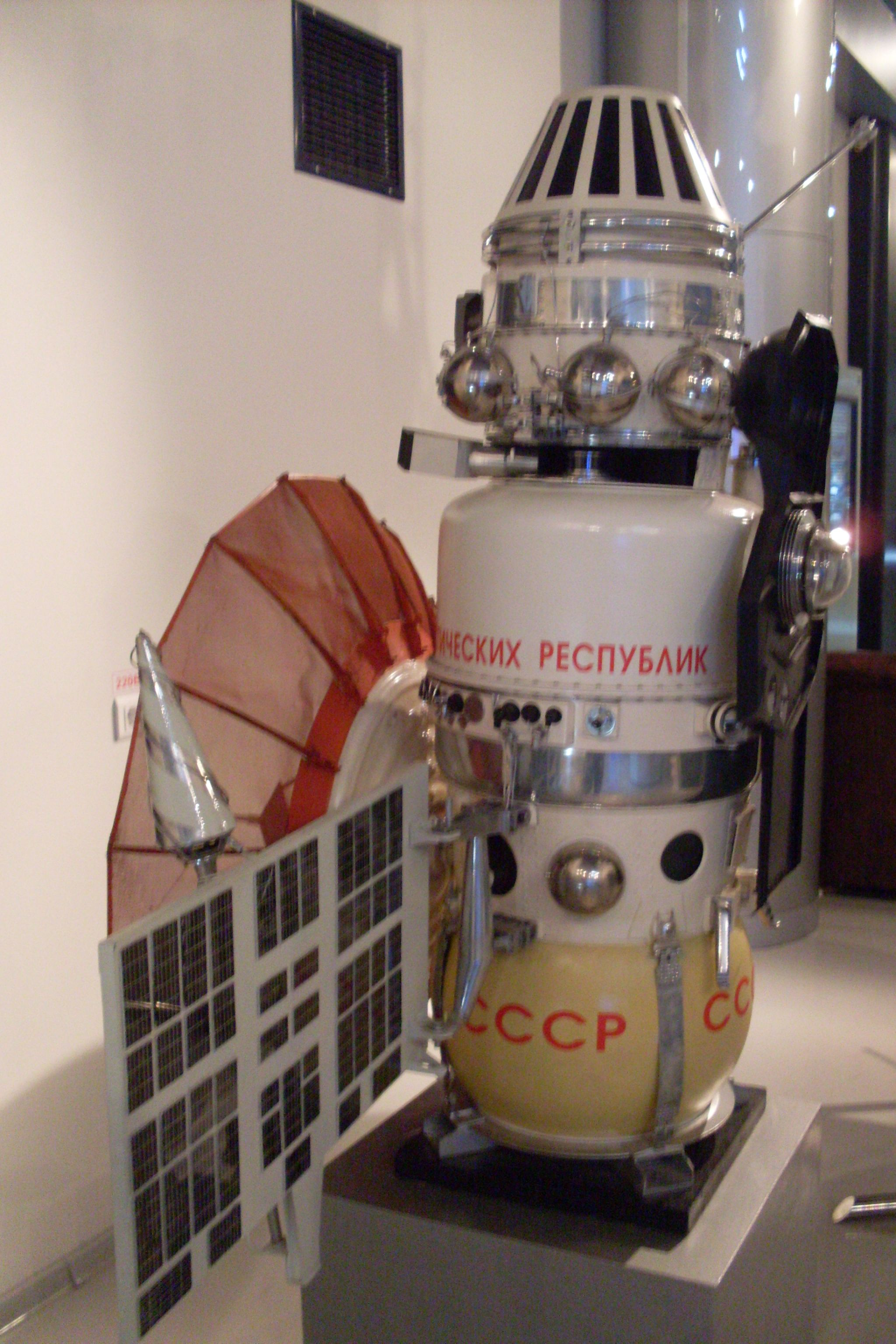
Een 1:3 schaalmodel met uitgeklapte zonnepanelen in het Ruimtevaartmuseum van Moskou. Met behulp van pyrotechniek stootte Venera 4 de (hier gele) landingscapsule af. Het rode onderdeel is de schotelantenne. Bovenaan zijn de leidingen van de temperatuurregeling zichtbaar; een fataal zwak punt tijdens eerdere Veneravluchten.

### Lancering en vlucht naar Venus
De Russen hanteerden voor deze interplanetaire vluchten een vast patroon. De sonde schoot men eerst in een parkeerbaan. Vervolgens ontbrandde de laatste trap gedurende vier minuten en zette de verkenner op koers naar zijn doel. Venera 4 werd gelanceerd op 12 juni 1967 met een A-2-e draagraket vanaf Tjoeratam te Bajkonoer. Op 29 juli voerde de verkenner een koerscorrectie door. De reis verliep zonder noemenswaardige problemen en medio oktober bereikte Venera 4 zijn bestemming. De lancering van een identiek ruimtevaartuig mislukte vijf dagen later, waarna de Sovjet-Unie deze tot Kosmos 167 omdoopte.

### Afdaling
De afdalingsfase begon op een afstand van 45.000 km. Op 18 oktober ontkoppelde het moederschip, net voor het zelf de atmosfeer indook, de lander. De banden waarmee de lander was bevestigd werden op commando van de grond pyrotechnisch vrijgemaakt. Alleen de lander overleefde het binnendringen. Venera 4 bevond zich aan de nachtelijke zijde van Venus, nabij de dag-nachtgrens. Vanaf die locatie bevond de Aarde zich recht boven de lander. Voor het moederschip verbrandde, vond het geen stralingsgordels, maar wel een zwakke magnetosfeer. Verder ontdekte het een dunne laag atomische waterstof op 9900 km hoogte.
In eerste instantie remde de capsule middels zijn ablatief hitteschild. Bij een barometerdruk van 0,6 atm maakten explosieve bouten het beschermend omhulsel vrij en schoot de eerste loodsparachute naar buiten. Die had slechts een oppervlak van 2,2 m²; de snelheid bedroeg nog 1032 km/u. Op een hoogte van 52 km ontplooide de hoofdparachute met een oppervlak van 55 m² en klapten de antennes van de radiohoogtemeter uit. Vijf minuten na ontkoppeling schakelden de instrumenten zich op een hoogte van 55 km in. De capsule daalde af met een snelheid van 10 m/s (36 km/u). Venera 4 seinde 93 minuten lang gegevens door. De Sovjet-Unie boekte zo een belangrijke primeur in de ruimterace: de eerste rechtstreekse metingen in de atmosfeer van een andere planeet.
Instrument G-10 schakelde zich kort na het openen van de hoofdparachute in; G-8 volgde zes minuten later. De aangetroffen hoeveelheid CO2 (95%) in de atmosfeer verbaasde de wetenschap, die verwachtte dat stikstof het hoofdbestanddeel vormde. Carl Sagan dacht aan een technisch mankement in Venera 4, maar latere missies bevestigden de metingen. Sagan had verwacht 15 tot 50% N2 in de atmosfeer aan te treffen. Beide thermometers, barometer en densitometer gaven 23 metingen door tijdens de afdaling. De barometerdruk nam toe van 0,75 tot 22 atm, tot de meter defect raakte. De temperatuur liep op van 31 tot 271 °C. Na diverse mislukkingen bood Venera 4 geleerden eindelijk de kans om een atmosferisch model van de planeet te ontwikkelen. Latere missies zouden dit ruwe model verder verfijnen.

### Samenstelling van atmosfeer
Deze tabel toont de samenstelling van de Venusiaanse atmosfeer, gemeten door Venera 4:
| Sensor | Gas      | Bereik                  | Resultaat   |
| ------ | -------- | ----------------------- | ----------- |
| G-10   | CO2      | Drempelwaarde 1%        | > 1%        |
| G-10   | CO2      | 7 - 100%                | 90±10%      |
| G-10   | N2       | 7 - 100%                | < 7%        |
| G-10   | O2       | Drempelwaarde 0,4%      | > 0,4%      |
| G-10   | H2O      | Drempelwaarde 0,1 mg/l  | > 0,65 mg/l |
| G-8    | CO2      | 2 - 30%                 | > 30%       |
| G-8    | CO2      | Drempelwaarde 1%        | > 1%        |
| G-8    | N2       | 2,5 - 50%               | < 2,5%      |
| G-8    | O2 + H2O | Drempelwaarde 1,6%      | < 1,6%      |
| G-8    | H2O      | Drempelwaarde 0,7 mg/l  | < 8 mg/l    |
| G-8    | H2O      | Drempelwaarde 0,05 mg/l | > 0,65 mg/l |

### Verlies van radiocontact
Ten slotte ging het radiocontact met Venera 4 ergens boven het Eisila-gebied verloren op een positie van 19° N en 38° O, op een hoogte van 26 à 27 km. De reden bleek aanleiding tot een stevige discussie. Volgens de Russen raakte het toestel het oppervlak, de temperatuur van 544 K was slechts weinig lager dan de verwachte 600 K. De capsule kon bovendien 25 atm aan, dus 22 atm moest het vaartuig makkelijk aankunnen.

### Russische claim weerlegd doorMariner 5
Maar een dag later passeerde de Amerikaanse Mariner 5 de planeet en stuurde eveneens gegevens naar de Aarde. Gecombineerd met radarwaarnemingen vanaf de Aarde bleek dat de luchtdruk aan het Venusoppervlak 75 atm moest bedragen (nog steeds veel te laag, maar het kwam in de buurt). Dit rijmde absoluut niet met de Russische drukmeting. Overigens beschikten zowel Mariner 2 als 5, net als de eerste Veneraserie, niet over een camera om beelden over te seinen. De eerste close-up foto's van Venus kwamen van Mariner 10.
De Amerikaanse sonde was licht vergeleken met de Russische, met een massa van 245 kg.

### Kitt Peak Conference
In maart 1968, tijdens de Kitt Peak Conference, wisselden Amerikaanse en Russische geleerden hun gedachten uit. Dat verliep niet onder slag of stoot. Een comité van een machtig Russisch ministerie concludeerde voortijdig dat Venera 4 was geland in werkende toestand; dat Amerikanen hun claim ontkrachtten beviel de heren allerminst. Maar met alle feiten op een rijtje kwam men tot een oppervlaktedruk van 75 atm en een oppervlaktetemperatuur van 427 °C. Vervolgens suggereerden de Russen dat hun sonde op een hooggelegen plateau landde, dat argument ontkrachtte Sagan eveneens. Bergachtig gebied strookte niet met de gedane radarwaarnemingen; Sagan meende dat Venera 4 zweeg omdat de batterij aan boord was uitgeput. Na een pittig debat erkende de Sovjet-Unie dat Venera 4 het oppervlak niet bereikte en publiceerde dat in de kranten.

## Conclusie
Ofschoon men er niet in geslaagd was om de oppervlakte van Venus te bereiken, verkreeg de wetenschap de gegevens waar men al jaren naar verlangde. De missie van Venera 4 gold dan ook als groot succes. Het was echter te laat (i.v.m. de korte tijd tot het volgende lanceervenster) om nog grote wijzigingen in het landerontwerp van Venera 5 en 6 aan te brengen. Maar men wist nu eindelijk welke omstandigheden aan de oppervlakte van onze buurplaneet heersten. De Venera 7 zou drie jaar later de eerste zachte landing op een andere planeet uitvoeren.